# Иодид цинка
Иодид цинка — химическое соединение с формулой ZnI2, в безводной форме имеет белый цвет и активно поглощает влагу из воздуха.
В водных растворах были обнаружены ионы: октаэдральные Zn(H2O)62+, [ZnI(H2O)5]+и тетраэдральные ZnI2(H2O)2, ZnI3(H2O)− и ZnI42−.
Кристаллический ZnI2 имеет необычную структуру: хотя атомы цинка расположены в вершинах тетраэдра, как и в ZnCl2, группы этих тетраэдров образуют «супер-тетраэдры» {Zn4I10}, связанные по вертикали в объёмную структуру. Эти «супер-тетраэдры» похожи на структуру P4O10. Молекулярный ZnI2 линеен, длина связи Zn-I составляет 238 pm. Этими свойствами иодид схож с бромидом цинка.

## Получение
- Иодид цинка можно получить непосредственным взаимодействием цинка и иода в водном или эфирном растворе:[4][5]

{\displaystyle {\ce {Zn + I_2 -> ZnI_2}}}
При 1150 °C вещество разлагается обратно на цинк и иод.
- Иодид цинка можно получить при взаимодействии иодоводорода и цинка:

{\displaystyle {\ce {Zn + 2HI -> ZnI_2 + H_2 ^}}}
- Также иодид цинка можно получить при взаимодействии  сульфида цинка и иодоводорода:

{\displaystyle {\ce {ZnS + 2HI -> ZnI_2 + H_2 S ^}}}

## Применение
- Как фотореагент в рентгенографии[6][7];
- Патент Соединённых Штатов Америки № 4109065[8] описывает электрический аккумулятор, содержащий в качестве электролита смесь солей цинка, включая бромид и иодид.
- Наряду с тетраоксидом осмия ZnI2 используется как краситель в электронной микроскопии[9].